# Медаль Военно-морских сил «За верную службу»
Медаль Военно-морских сил «За верную службу» – ведомственная награда Военно-морских сил Королевства Норвегия.

## История
Медаль Военно-морских сил «За верную службу» была учреждена в 1 мая 1982 года в целях поощрения военнослужащих рядового состава ВМС, прошедших полную начальную военную службу и уволенных в запас, а также офицеров ВМС, после получения военного образования, отслуживших определённый срок начальной военной службы и уволенных в запас. При каждом очередном призыве на военную переподготовку на ленту медали крепится позолоченная пятиконечная звёздочка, но не более трёх.
| Планки медали с накладками | Планки медали с накладками | Планки медали с накладками | Планки медали с накладками |
| -------------------------- | -------------------------- | -------------------------- | -------------------------- |
|                            |                            |                            |                            |

С 2011 года статут медали предполагает пятиконечные звезды белого металла:
| Планки медали с накладками | Планки медали с накладками | Планки медали с накладками | Планки медали с накладками |
| -------------------------- | -------------------------- | -------------------------- | -------------------------- |
|                            |                            |                            |                            |

## Описание
Медаль круглой формы из бронзы.
Аверс несёт эмблему Военно-морских сил Норвегии: вписанный в круг четверочастно разделённый щит: в первой и четвертой частях морской якорь, в второй и третьей частях — башня о трёх зубцах.
Реверс – надпись по окружности: «SJØFORSVARET – FOR FRED OG FRIHET» (Флот – За мир и свободу).
Лента медали шёлковая муаровая 35 мм. шириной синего цвета с десятью тонкими полосками белого цвета.